# Puerto de las Erillas
El puerto de las Erillas es un puerto de montaña situado en el sur de la provincia de Ávila, en España.

## Situación
Tiene 1642 metros de altitud y comunica las localidades de Navalsauz, Navadijos y Hoyos de Miguel Muñoz. Su tránsito es muy escaso.
Está situado en la parte oriental de la Sierra de Piedra Aguda. 
Desde su coronación o inmediaciones se contemplan maravillosas vistas de la Sierra de Gredos, La Serrota, Sierra de la Paramera, Sierra de Hoyocasero y Sierra de Villafranca. 
Antiguamente se empleaba como cordel para atajar, rumbo del Puerto del Pico, camino San Martín del Pimpollar, con los ganados trashumantes que bajaban a Extremadura procedentes de los Señoríos de Valdecorneja y Villafranca.